# Lední hokej
Lední hokej (zkráceně také jen hokej) je týmový sport hraný na ledě. Jde o jeden z nejrychlejších sportů na světě. Hráči na bruslích dosahují vysokých rychlostí a vystřelený puk někdy přesáhne i rychlost 175 km/h.
Hokej vznikl koncem 19. století v Kanadě (pravidla byla vytvořena v Montréalu v roce 1878), ale brzy se rozšířil i do Evropy (hlavně severní a střední) a později částečně i do Asie. První záznam o hokejovém utkání, konaném na známém místě a ve známý čas, se zaznamenaným výsledkem mezi dvěma týmy se uskutečnilo 3. března 1875 v Montréalu na Victoria Skating Rink.

## Historie
První užití slova „hockey“ se dochovalo v knize Juvenile Sports and Pastimes, to Which Are Prefixed, Memoirs of the Author: Including a New Mode of Infant Education od Richarda Johnsona vydané v roce 1772. Nicméně alternativní forma ve znění „hokie“ byla v Anglii zaznamenána již v 16. století. Slovo „puk“ pochází ze skotské gaelštiny puc nebo z irského poc.
Obecně se věří, že lední hokej vznikl z podobných míčových her hraných s holemi či pálkami v 18. a 19. století ve Spojeném království a Irsku (zejména bandy, hurling nebo shinty). V Kanadě vývoj sportu ovlivnil lakros, jehož různé prvotní podoby hráli tamní původní obyvatelé. V 17. století se v Británii rozšířilo hraní pozemního hokeje, který se v zimě někdy hrál i na ledě s korkovou nebo dřevěnou zátkou. Z Británie se hraní ledního hokeje rozšířilo do severské oblasti Kanady, kde se promísilo s obdobnými hrami původních obyvatel.
Moderní hokej se začal konstituovat v kanadském Montréalu, který je dnes považován za kolébku současného hokeje. První organizovaný zápas na krytém stadionu se odehrál v Montréalu dne 3. března 1875. Hrálo se tehdy v týmech o devíti hráčích s dřevěným kotoučem a za vcelku odlišných pravidel. O rok později byla přijata anglická ligová pravidla. První hokejový klub byl založen na McGillově univerzitě v roce 1877. Roku 1878 následoval Quebec Bulldogs a v roce 1881 Montreal Victorias. V roce 1880 se počet hráčů snížil z devíti na sedm.
V roce 1883 již existoval dostatečný počet týmů na konání prvního „světového šampionátu“ na výročním kanadském zimním festivalu v Montréalu. Ten vyhrál tým McGillovy univerzity. Zápas tehdy trval hodinu, přičemž měl dva třicetiminutové poločasy. V roce 1886 týmy založily amatérskou ligu Amateur Hockey Association of Canada. Roku 1888 se hlavního turnaje v Montrealu zúčastnil generální guvernér Kanady Frederick Stanley, šestnáctý hrabě Derby, který byl hrou natolik okouzlen, že pro nejlepší tým zavedl novou hodnotnou trofej, která později začala nést jeho jméno (Stanley Cup). Trofej byla poprvé udělena v sezóně 1893 tehdejšímu vítězi Amateur Hockey Association of Canada Montreal Hockey Club.
Ve Spojených státech amerických se lední hokej začal hrát na prestižních univerzitách v roce 1893. Hlavním zdejším průkopníkem byl Malcolm Greene Chace. První americká hokejová liga (US Amateur Hockey League) byla založena v roce 1896. V roce 1898 začala firma na sportovní vybavení Spalding vydávat hokejovou ročenku.
V roce 1902 byla založena první profesionální liga Western Pennsylvania Hockey League. O dva roky později následovala International Professional Hockey League. Roku 1910 vznikla National Hockey Association (přímý předchůdce NHL).
Od roku 1895 propagovali Kanaďané lední hokej i v Evropě, když začali hrát mezinárodní utkání s Británií. V roce 1903 byla založena první evropská liga. Roku 1908 vznikla Ligue Internationale de Hockey sur Glace pro organizování pravidelných mezinárodních utkání. První evropské mistrovství vyhrála Velká Británie v roce 1910. Ve dvacátých letech zaznamenal lední hokej významný vzmach poté, co byl zařazen mezi sporty zimních olympijských her.

## Hra
Lední hokej se hraje na 3 třetiny po 20 minutách, celkem tedy 60 minut čistého času (tzn. čas se při přerušení zastavuje). Mezi třetinami jsou dvě přestávky, každá trvá 15 minut.
Hraje se na hokejovém hřišti, kde nastoupí na ledovou plochu šest hráčů za každý tým, všichni hráči mají brusle a hokejky. Cílem hry je vstřelit více gólů než soupeř. Hraje se malým, tvrdým gumovým kotoučem, který se nazývá puk. Hráči kontrolují puk dlouhými holemi s čepelí tzv. hokejkami. Hokejka je na svém dolním konci zahnutá. Hráči také mohou měnit směr pohybu puku svým tělem, včetně rukou či bruslí. Platné jsou dvě výjimky. První je zákaz přihrát rukou puk svému spoluhráči mimo obranné pásmo. A za druhé nesmějí vstřelit puk do branky úmyslně čímkoliv jiným než hokejkou. Jeden z šesti hráčů je brankář, jehož hlavním úkolem je nepustit puk do branky. Brankář má speciální vybavení a má zvláštní práva, jako je možnost přikrýt puk a tím zastavit hru. Každý tým může mít v zápise (na soupisce jich může mít ovšem neomezeně) maximálně 22 hráčů, z nichž 2 jsou brankáři. Střídání hráčů je možno kdykoliv během hry s jednou výjimkou. Mužstvo, které vyhodí puk na zakázané uvolnění neboli icing nesmí před opětovným zahájením hry vystřídat.
Zbylých pět hráčů se dělí na tři útočníky a dva obránce. Útočnické pozice jsou levé křídlo, střední útočník (centr) a pravé křídlo. Útočníci spolu většinou hrají v útočných řadách (hovorově lajnách), kde jsou vždy tři útočníci spolu. Často se vyměňuje celá pětka hráčů najednou. Optimální délka jednoho střídání je 30 sekund.[zdroj?] Většina týmů hraje na čtyři útočné řady a tři obranné dvojice. To se však může v různých zemích lišit.[zdroj?]
Důležitou součástí hry jsou rozhodčí. Bývají čtyři – dva hlavní a dva čároví. Hlavní rozhodčí mají na starost regulérnost hry – posuzují fauly a udělují tresty. Menší trest trvá 2 minuty, větší trest 5 minut a osobní trest 10 minut. Tresty lze kombinovat (např.: 2+5, 5 + do konce utkání).
Mantinely okolo hřiště napomáhají udržet puk ve hře, i díky nim hra často trvá několik minut bez přerušení. Když je hra zastavena, pokračuje se vhazováním. V hokeji jsou tři základní pravidla, která omezují pohyb puku. Je to zakázané uvolnění, vyhození kotouče mimo ledovou plochu a postavení mimo hru. Na dodržování těchto pravidel dohlížejí čároví rozhodčí.
Zbývající vlastnosti hry jsou do značné míry závislé na přesných pravidlech, která jsou použita. Dvě nejdůležitější jsou od Mezinárodní hokejové federace (IIHF) a od severoamerické NHL, která je považována za nejlepší profesionální ligu na světě. Pravidla českého hokeje jsou prakticky shodná s pravidly IIHF.

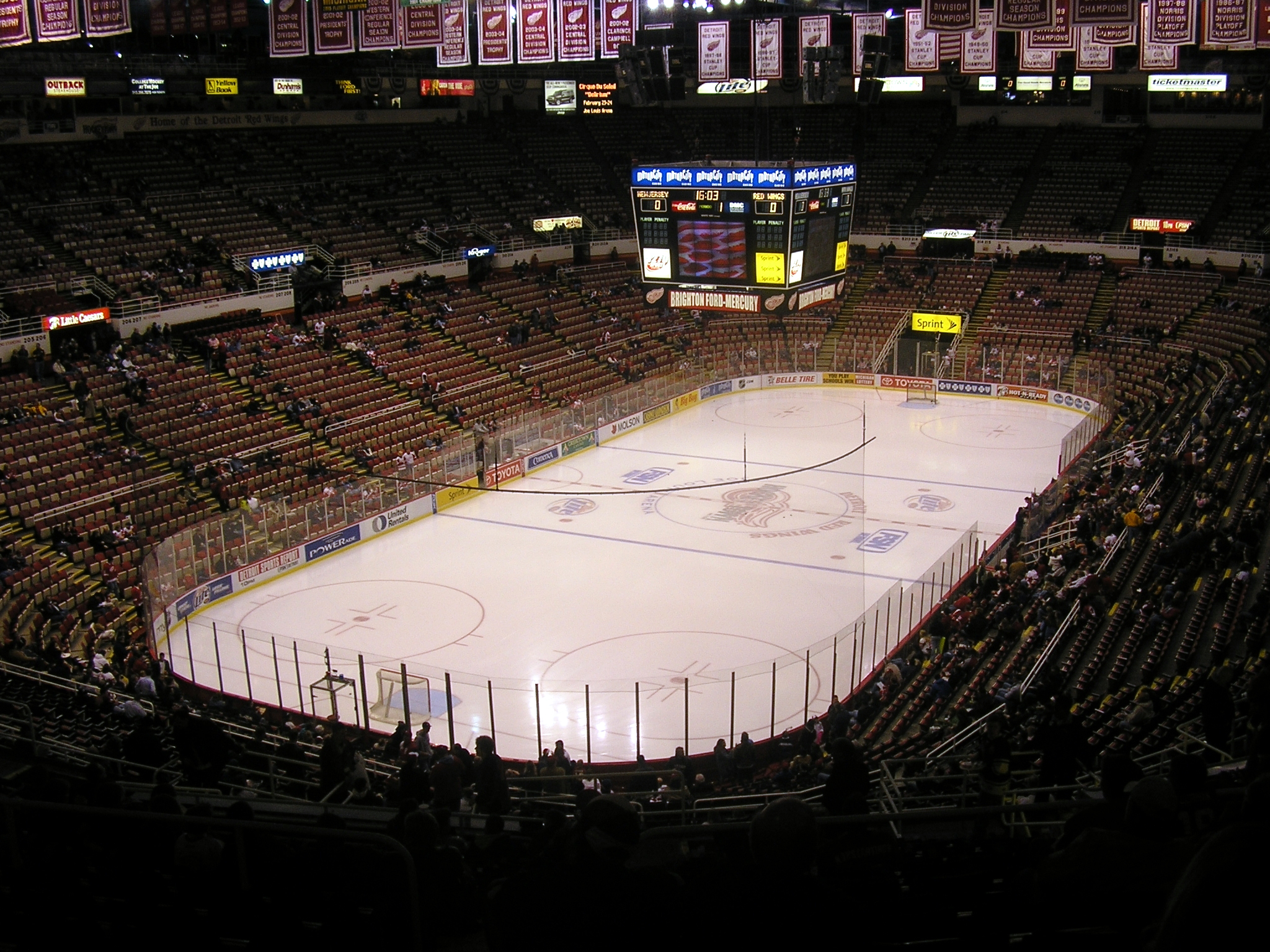
Hokejové hřiště v Joe Louis Arena

## Hřiště

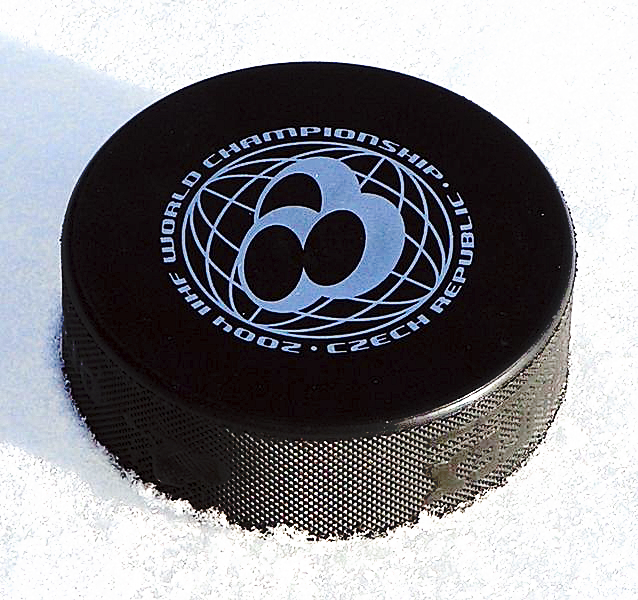
Hokejový puk

Hokejové hřiště je ledová plocha, na které se hraje lední hokej. Maximální rozměry 61 x 30 m, minimální 56 x 26 m, rohy hřiště zaobleny hrazením o poloměru 7 až 8,5 m.
Pro úpravu ledové plochy se od 50. let 20. století používají rolby.

## Puk
Puk (někdy též nazývaný touš či prostě kotouč) je drobný předmět tvaru velmi plochého válce, který se používá ke hře při ledním hokeji. Puk má zhruba průměr 76,2 milimetrů (3 palce anglické míry), výšku 25,4 mm (1 palec anglické míry) a hmotnost od 156 do 170 gramů, ovšem tyto parametry mohou být mírně pohyblivé a liší se třeba pro žákovské kategorie.

## Hokejové ligy a turnaje

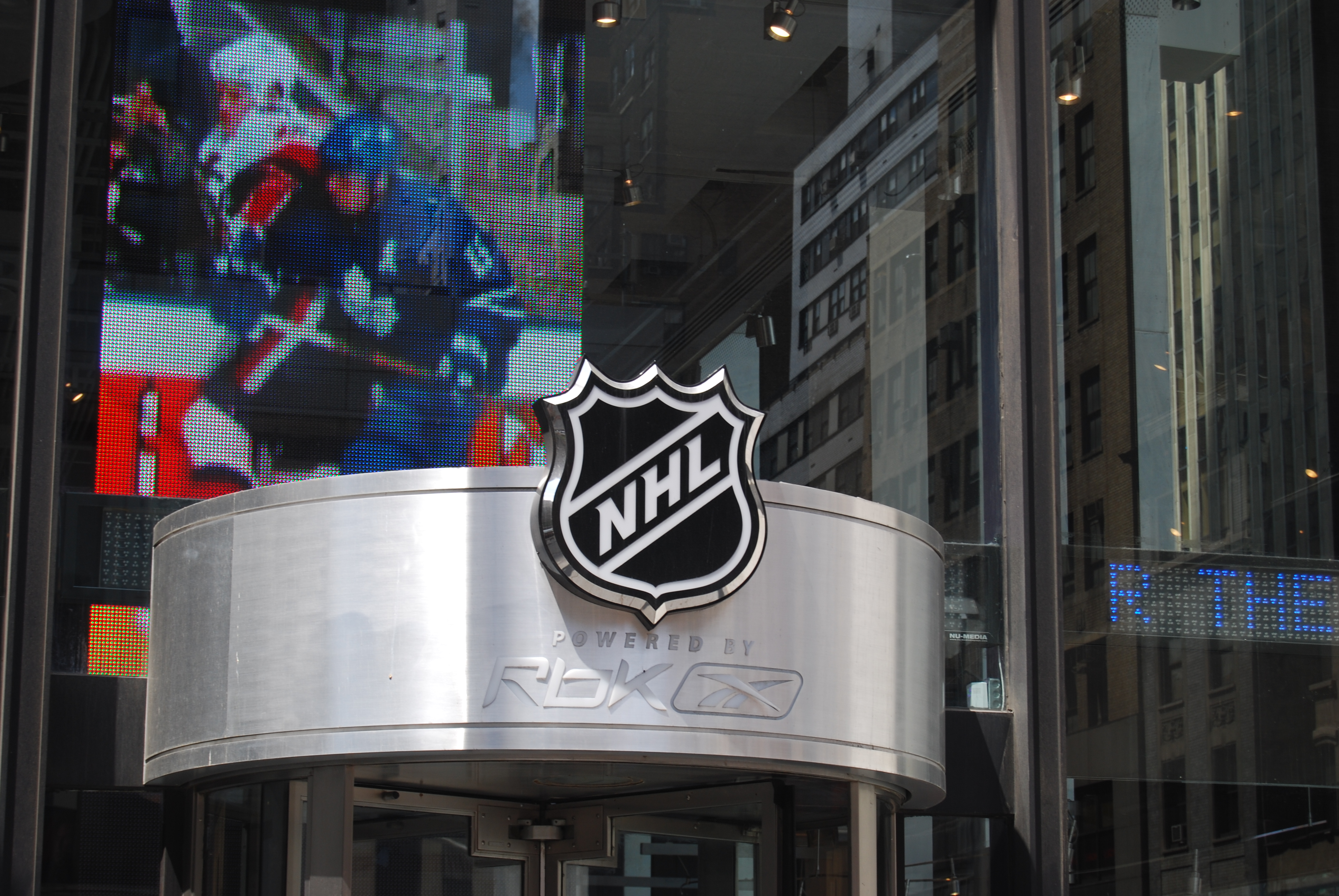
Logo NHL

- National Hockey League (NHL) je nejprestižnější hokejová liga na světě, které se účastní týmy z USA a Kanady.
  - American Hockey League (AHL)
- Kontinentální hokejová liga (KHL) je mezinárodní hokejová liga, zúčastňují se jí týmy hlavně z východní Evropy a severní Asie.
  - Mládežnická hokejová liga (MHL) je juniorská verze KHL.
- Lední hokej na olympijských hrách se hraje od roku 1920
- Mistrovství světa v ledním hokeji se poprvé konalo v roce 1920 v rámci olympijských her
- Euro Hockey Tour je série hokejových turnajů, kterých se účastní reprezentační výběry Česka, Finska, Švédska a Švýcarska
  - České hokejové hry je hokejový turnaj konající se v Česku. Od roku 1997 se koná pod Euro Hockey Tour
  - Karjala Cup je hokejový turnaj konající se ve Finsku. Od roku 1997 se koná pod Euro Hockey Tour
  - Swiss Ice Hockey Games je hokejový turnaj konající se ve Švýcarsku. Od roku 2022 se koná pod Euro Hockey Tour
  - Sweden Hockey Games je hokejový turnaj konající se ve Švédsku. Od roku 1997 se koná pod Euro Hockey Tour
  - Channel One Cup je hokejový turnaj konající se v Rusku. Od roku 1967 do roku 2021 se konal pod Euro Hockey Tour pak ukončen.
- Hokejová Liga mistrů (CHL) je turnaj týmů z jedenácti evropských lig, předchůdcem této ligy byl European Trophy.
- Světový pohár v ledním hokeji je nepravidelně pořádaný turnaj, který v roce 1996 nahradil Kanadský pohár.
- Turnaj čtyř zemí 2025

### Hokej v Česku
- Česká hokejová extraliga – nejvyšší profesionální soutěž v ledním hokeji v Česku
- 1. národní hokejová liga – Maxa liga - 2. nejvyšší hokejová soutěž v Česku
- 2. národní hokejová liga
- Krajská liga ledního hokeje
- Okresní hokejové přebory